# InCulto
InCulto byla litevská hudební skupina. Jejími členy byli jsou Aurelijus Morlencas, Sergej Makidon, Jievaras Jasinskis, Laurynas Lapė a Litevec kolumbijského původu Jurgis Didžiulis (hlavní zpěv).

## Eurovision Song Contest
Poprvé se skupina chtěla zúčastnit Eurovize v roce 2005, kdy se v litevském národním finále umístili na druhém místě. Píseň „Welcome To Lithuania“ získala celkem 16 451 hlasů. Národní kolo vyhrála skupina LT United s písní „We Are The Winners“, která na Eurovision Song Contest 2005 obsadila šesté místo.
4. března 2010 skupina vyhrála litevské národní finále Eurovizija 2010 a reprezentovala Litvu na Eurovision Song Contest 2010. Píseň „Eastern European Funk“ se zúčastnila druhého semifinále, které se konalo 27. května 2010 v norském Oslu. Kapela neobdržela dostatek bodů pro kvalifikaci do finále. V semifinále obdržela nejvyšší dvanáctibodové body z jedné země – Irska.

## Rozdělení
Kapela oznámila, že se rozpadne do konce ledna 2011. Učinila tak v článku na Facebooku. Před rozdělením se členové kapely rozhodli, že vydají své poslední album zdarma ke stažení. V článku řekli, že je pro ně rok 2010 velmi šťastný a chtěli by se rozdělit na vrcholu kariéry.

## Diskografie

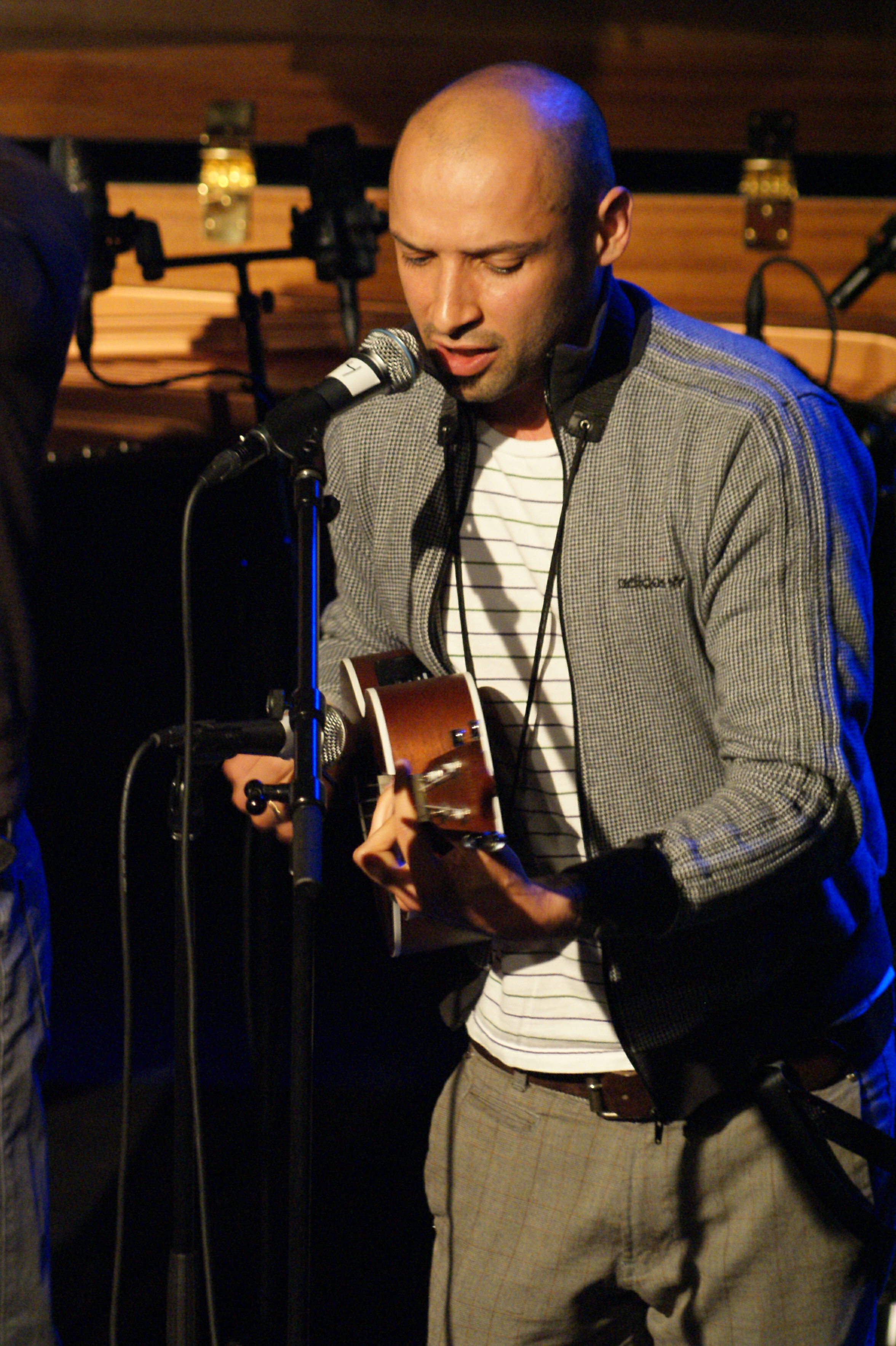
Jurgis Didžiulis

### Alba
- 2004: PostSovPop
- 2007: Marijos Žemės Superhitai
- 2020: Closer Than You Think

### Singly
- 2004: „Jei labai nori“ (& Linas Karalius)
- 2004: „Suk, suk ratelį“
- 2005: „Boogaloo“
- 2006: „Welcome To Lithuania“
- 2007: „Reikia bandyt“ (feat. Erica Jennings)
- 2007: „Pasiilgau namų“ (feat. Andrius Rimiškis)
- 2010: „Eastern European Funk“

## Nominace a ocenění
| Rok  | Cena                                                           | Výsledek  |
| ---- | -------------------------------------------------------------- | --------- |
| 2004 | Nejlepší nový počin v cenách Bravo Music Awards                | vítězství |
| 2005 | Nejlepší skupina v cenách Bravo Music Awards                   | vítězství |
| 2005 | Nejlepší alternativní počin v cenách Radiocentras Music Awards | vítězství |
| 2006 | Nejlepší baltský počin v cenách MTV Europe Music Award         | nominace  |